# Davide Crippa
Davide Crippa (Novare, 11 avril 1979) est un homme politique italien.

## Biographie
En 2013, il est élu député de la circonscription Piémont 2 pour le Mouvement 5 étoiles.